# Hans Strube

Hans Strube

Hans Strube (* 3. Dezember 1910 in Bochum; † 1. Mai 1945 in Herbede bei Witten) war ein deutscher Politiker (NSDAP).

## Leben
Strube, von Beruf Maschinenschlosser, war seit seiner Abschlussprüfung (1929) bis 1933 im Ruhrbergbau tätig. Er trat am 1. Juni 1929 der NSDAP und der SA bei. Ab Anfang 1931 war er Führer der HJ am Standort Bochum, seit April 1933 hauptamtlich.
Innerhalb der HJ stieg er bis 1938 zum HJ-Hauptbannführer auf. Nach Ausbruch des Zweiten Weltkrieges leistete er von 1939 bis 1943 Militärdienst, zunächst als Gefreiter. 1943 wurde er als Oberleutnant der Reserve und Kompaniechef aus der Wehrmacht entlassen. Von 1943 bis 1945 diente er dem NS-Regime als Gaustabsamtsleiter in der Gauleitung Westfalen-Süd der NSDAP.
Am 5. August 1943 trat Strube im Nachrückverfahren für den ausgeschiedenen Abgeordneten Wilhelm Meinberg in den nationalsozialistischen Reichstag ein, dem er bis zu seinem Tod am 1. Mai 1945 als Vertreter des Wahlkreises 18 (Westfalen Süd) angehörte.
Am 21. April 1945, unmittelbar vor Kriegsende, wurde Strube zum Nachfolger Heinrich Vetters als stellvertretender Gauleiter von Westfalen-Süd ernannt.
Zu diesem Zeitpunkt befand er sich gemeinsam mit Gauleiter Albert Hoffmann bereits auf der Flucht. Strube kam am 1. Mai 1945 bei einer Auseinandersetzung mit ehemaligen sowjetischen Zwangsarbeitern bei Witten ums Leben.